# Wildenhain (Mockrehna)
Wildenhain ist ein Ortsteil der Gemeinde Mockrehna im Landkreis Nordsachsen (Sachsen).

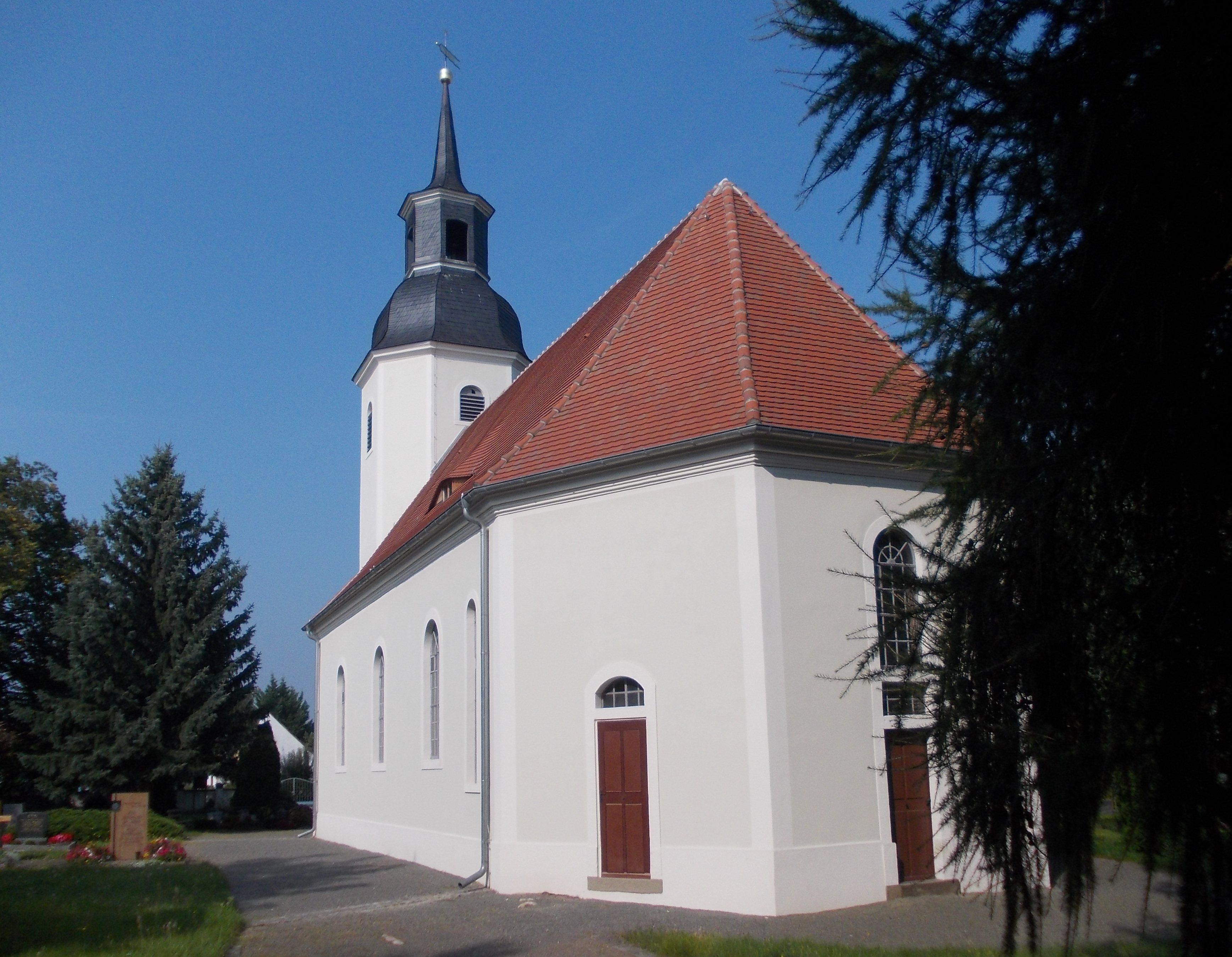
Kirche Wildenhain

## Geografie
Der Ort Wildenhain liegt nördlich des Hauptortes Mockrehna an der Staatsstraße 16 in der Dübener Heide zwischen den Städten Eilenburg und Torgau. Südlich des Ortes verlaufen die Bundesstraße 87 und die Bahnstrecke Halle–Cottbus. Zum Ortsteil gehört der Siedlungsbereich Torfhaus.

## Geschichte
Wildenhain wurde in der mittleren Bronzezeit etwa 1900 bis 1200 vor Christus angelegt.
1314 wurde der Ort erstmals urkundlich erwähnt.
1929 wurde der Weiler Torfhaus eingemeindet. 1949 hatte der Ort mit 840 Einwohnern die bisher höchste Einwohnerzahl. Am 1. Januar 1999 kam die Gemeinde Wildenhain zur Gemeinde Mockrehna.

## Sehenswürdigkeiten
- spätbarocke Dorfkirche (* 1782)[2]
- barockes Gutshaus (1474 erstmals erwähnt)[2]
- denkmalgeschütztes Schulgebäude (* 1896)[2]

## Söhne und Töchter des Ortes
- Christian Friedrich Schulze (1730–1775), Arzt und Naturforscher
- Otto Perl (1882–1951), war einer der Gründer des Selbsthilfebundes der Körperbehinderten, der nach ihm den Namenszusatz Perl-Bund erhielt, von Bedeutung für die Sonderpädagogik